# Comuna Petrașivka, Vinkivți
Petrașivka (în ucraineană Петрашівка) este o comună în raionul Vinkivți, regiunea Hmelnîțkîi, Ucraina, formată din satele Petrașivka (reședința) și Pîrohivka.

## Demografie
Componența lingvistică a comunei Petrașivka
     Ucraineană (73,81%)
     Rusă (26,03%)
     Alte limbi (0,1%)
Conform recensământului din 2001, majoritatea populației comunei Petrașivka era vorbitoare de ucraineană (73,81%), existând în minoritate și vorbitori de rusă (26,03%).